# Citroën Méhari
Der Citroën Méhari ist ein offenes Freizeitauto mit Kunststoff-Karosserie von Citroën auf Basis der Dyane. Der Name kommt vom französischen Ausdruck für ein Renndromedar. Die Fahrzeuge waren auch beim Militär im Einsatz.

## Geschichte
Von Mai 1968 bis Oktober 1987 wurden insgesamt 144.953 Méhari gebaut, davon 1.213 mit Allradantrieb (Modell AYCE).
Für die französische Armee wurden zusätzlich 15.000 Méhari produziert. In Deutschland bot Citroën den Méhari nicht an, da er keine Allgemeine Betriebserlaubnis erhielt. Die oft kolportierte Annahme, dass hierfür das ABS-ASA Material Typ Cycolac/Stamylan verantwortlich war, stimmt insoweit nicht, als dass der TÜV Rheinland 1980 im Auftrag von Citroën die erforderliche F1-Entflammbarkeitsprüfung vornahm sowie Splittersicherheit bescheinigte (Prüfung Nr. 957-016/80). Indes wurden in einem gesonderten Bericht unter anderem die Stockhebel-Handbremse sowie der im aufgeklappten Zustand scharfkantige Aschenbecher bemängelt; Probleme, die zur Zeit der Zulassung des 2CV Jahrzehnte vorher keine Rolle gespielt hatten. Per Einzelabnahme konnten die Fahrzeuge aber zugelassen werden.

## Karosserie
Die Kunststoffteile der nicht selbsttragenden Karosserie sind auf ein Gerippe aus Stahlprofilen und -rohren genietet. Die Bodenwanne mit den hinteren Radkästen ist das größte Einzelteil und reicht vom vorderen Fußraum bis zum Heck.

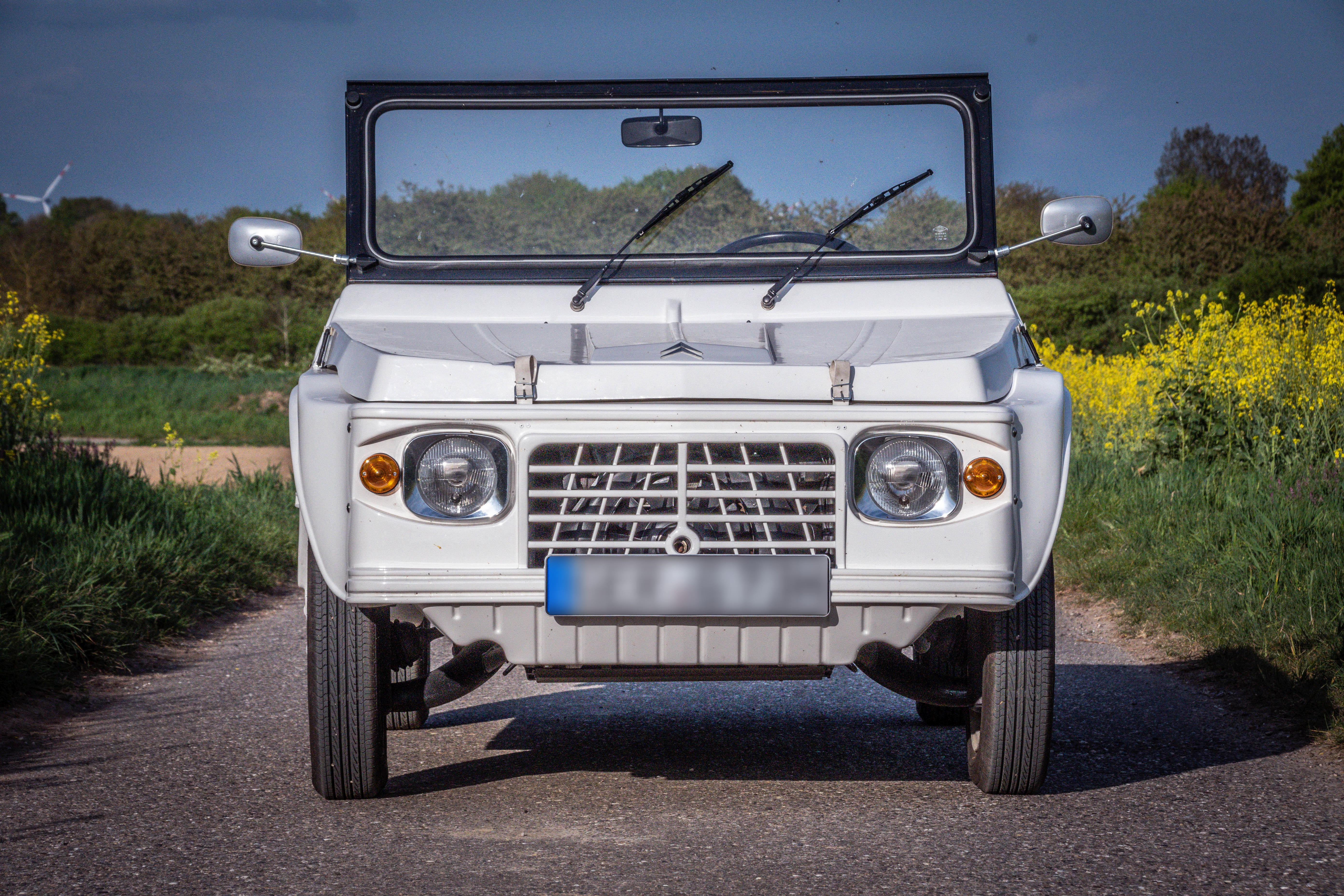
Citroën Méhari mit der alten Karosserieform
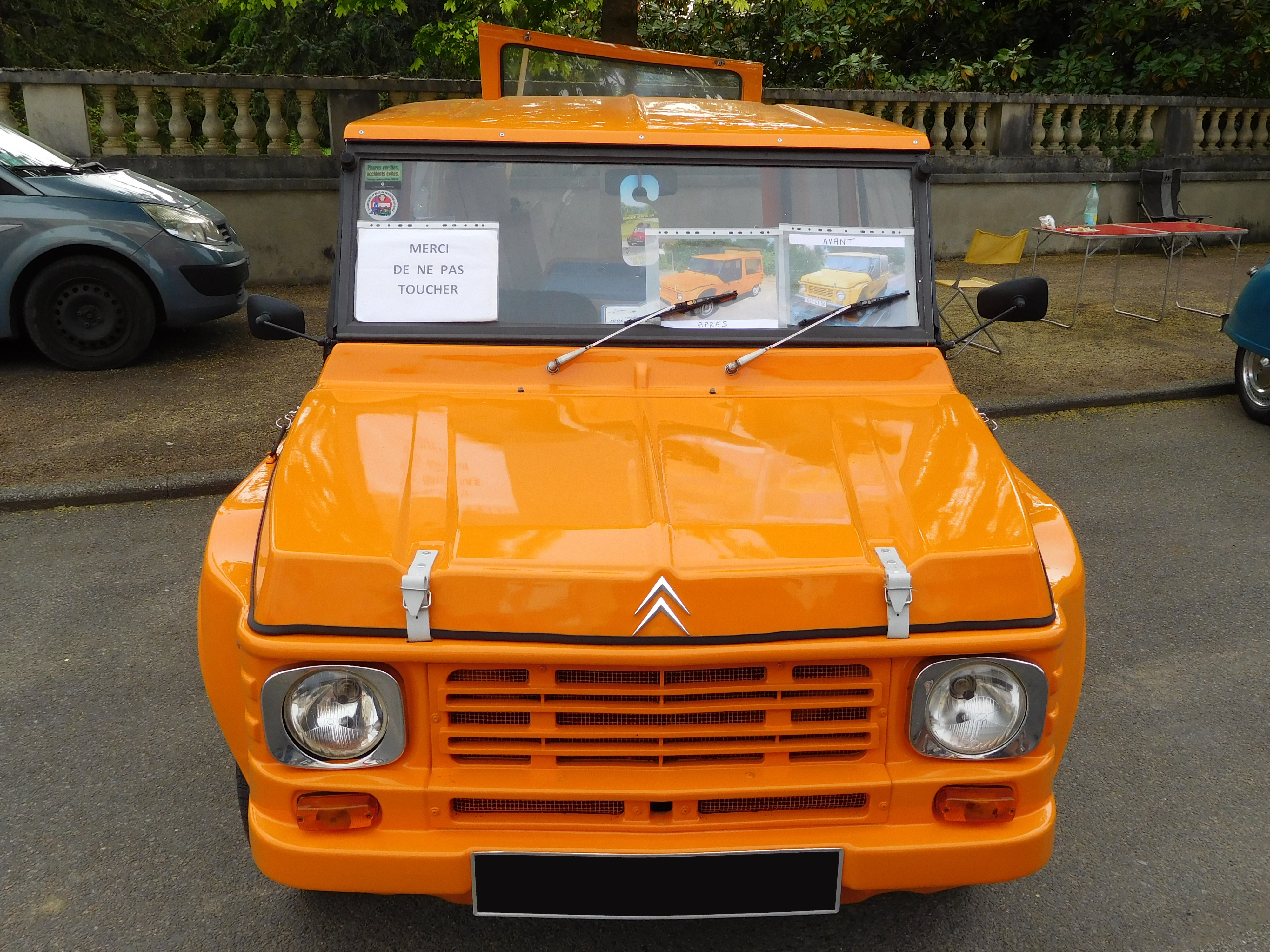
Citroën Méhari mit der neuen Karosserieform
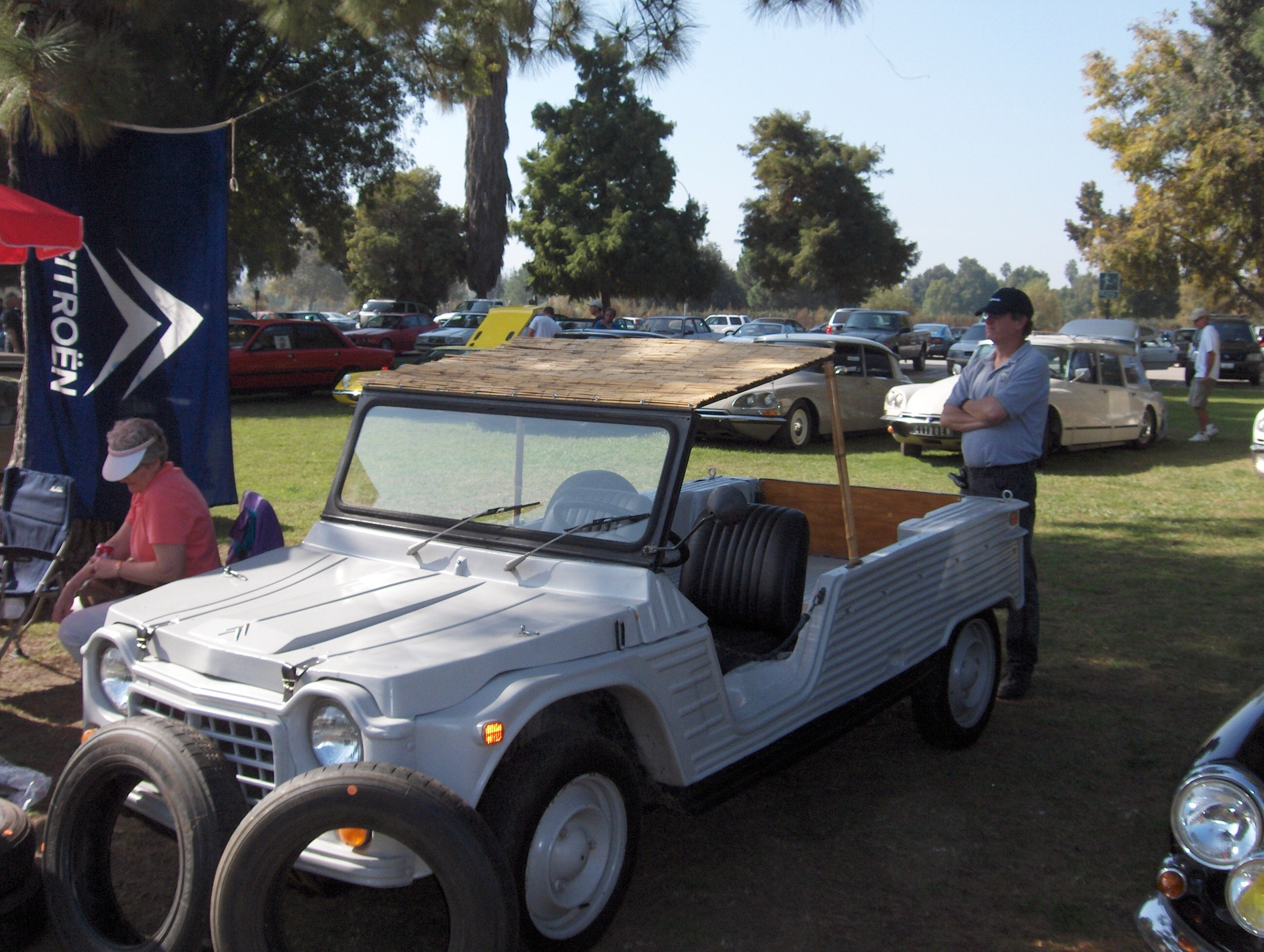
Citroën Méhari in US-Bauform

## Fahrwerk und Motor
Das Fahrwerk der frontgetriebenen Version mit parallelen Schwingen (die vorderen geschoben, die hinteren gezogen) und liegend eingebauten Federn und Stoßdämpfern gleicht dem der Dyane, auch der luftgekühlte Zweizylinder-Boxermotor (602 cm3) stammt vom 2CV / Dyane. Häufiger Motortyp ist der AK2, gefolgt vom A06/635.
Bei den allradgetriebenen Méhari werden über eine Kardanwelle auch die Hinterräder angetrieben. Der Motor des Méhari entsprach auch hier dem der Dyane und nicht dem 650-cm³-Motor des Visa.

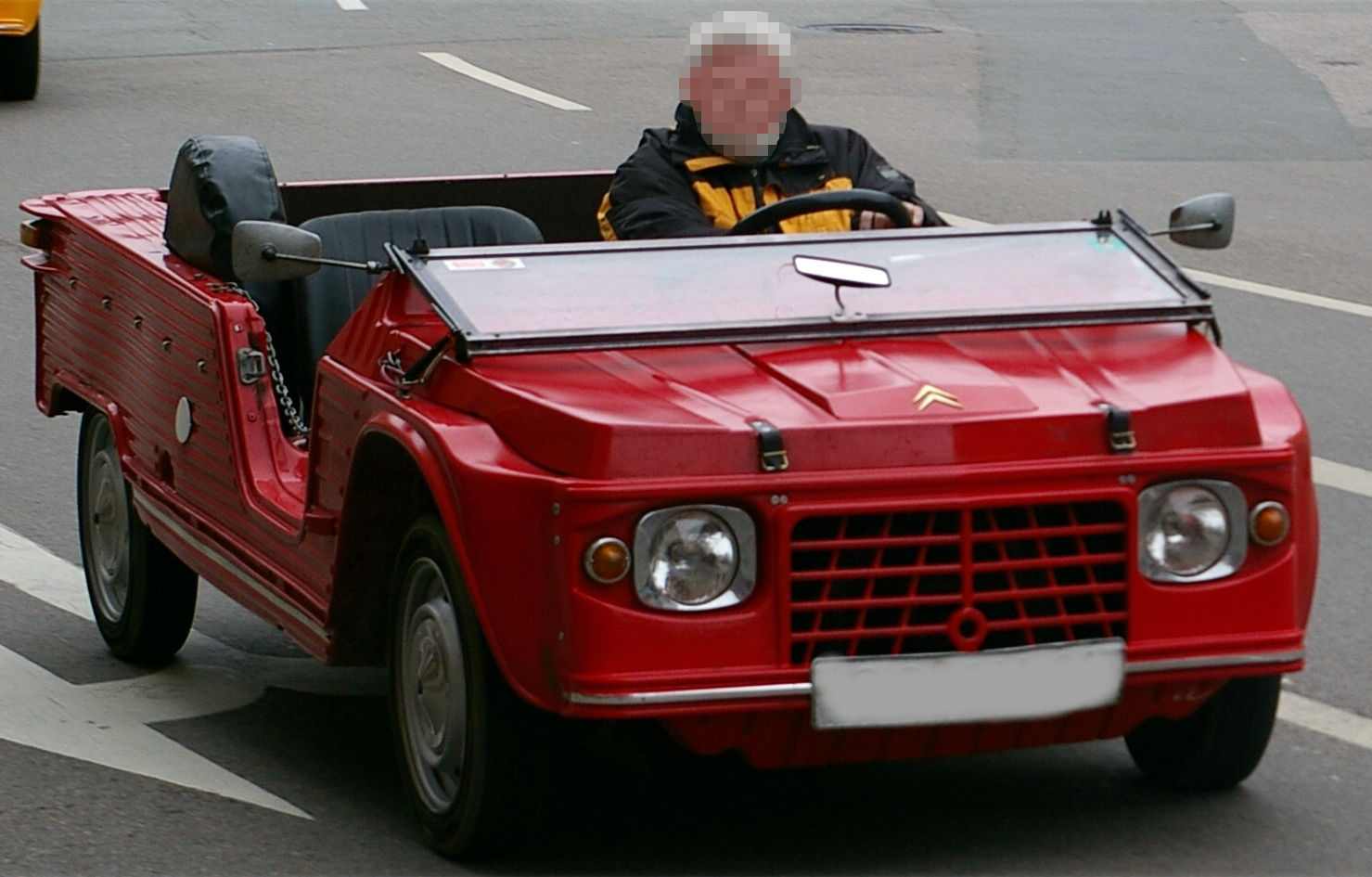
Citroën Méhari mit heruntergeklappter Frontscheibe
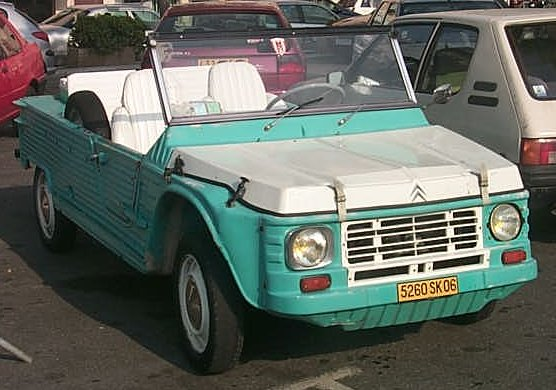
Citroën Méhari mit offenem …
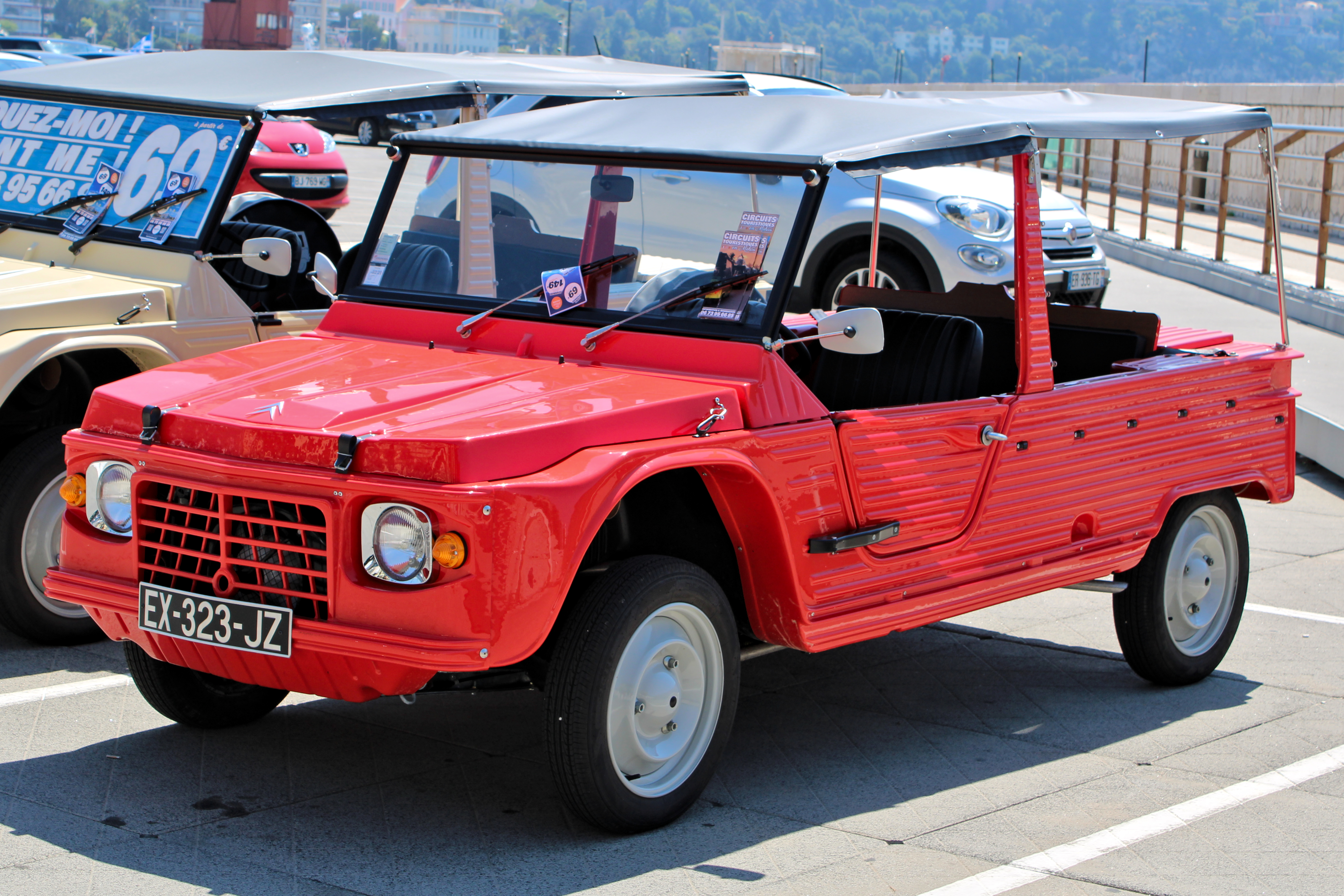
… und geschlossenem Verdeck
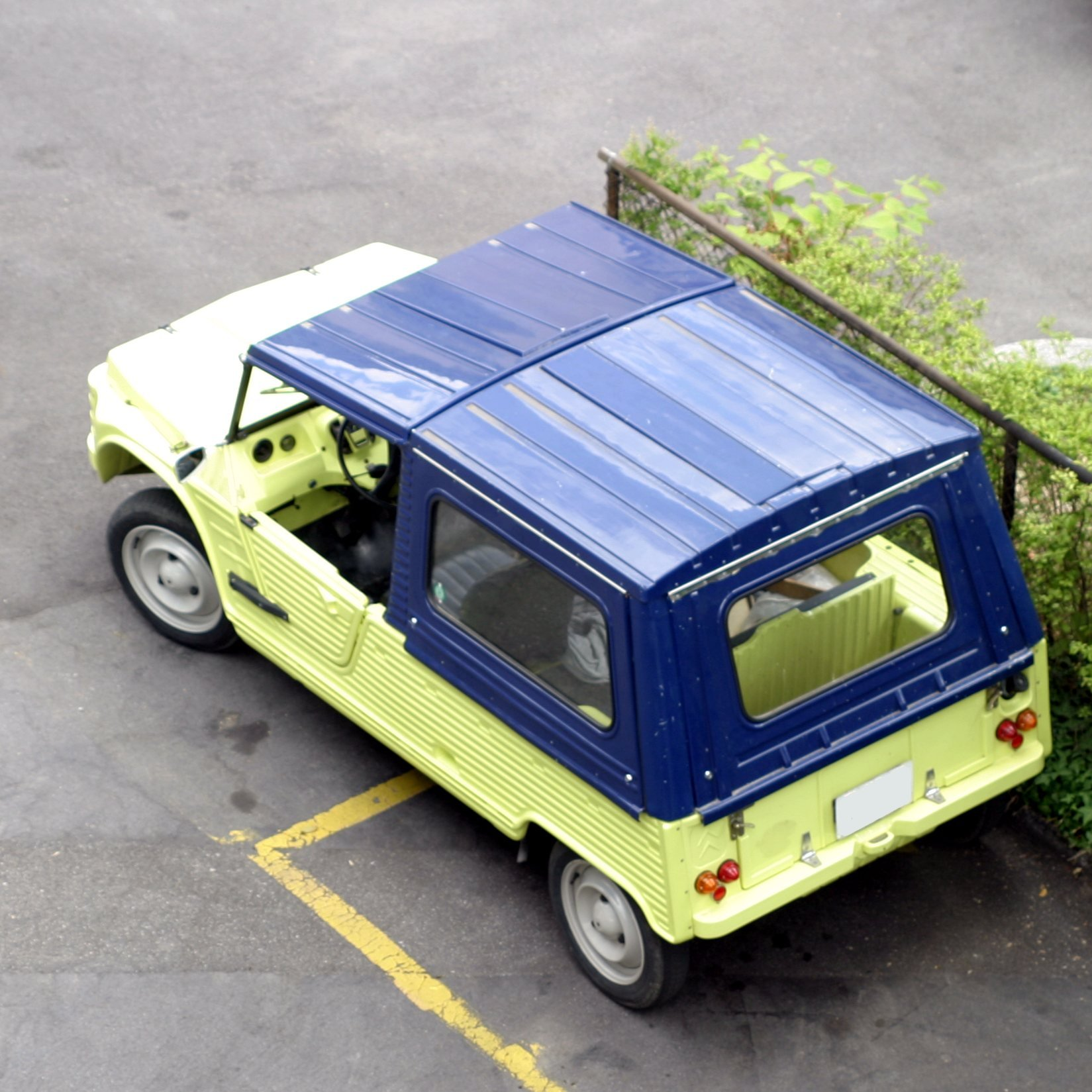
Méhari mit Hardtop aus Kunststoff …
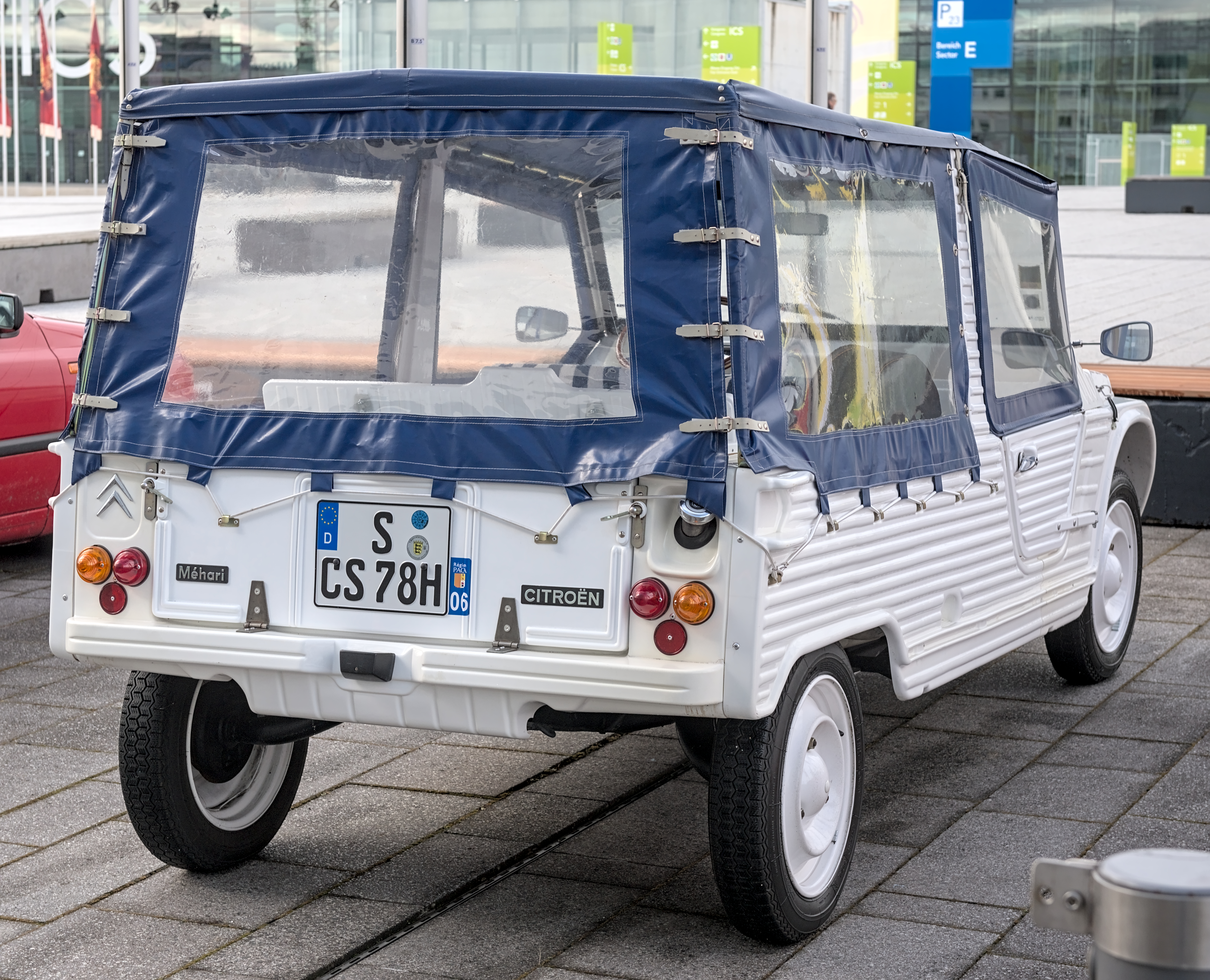
… und Dach-Plane
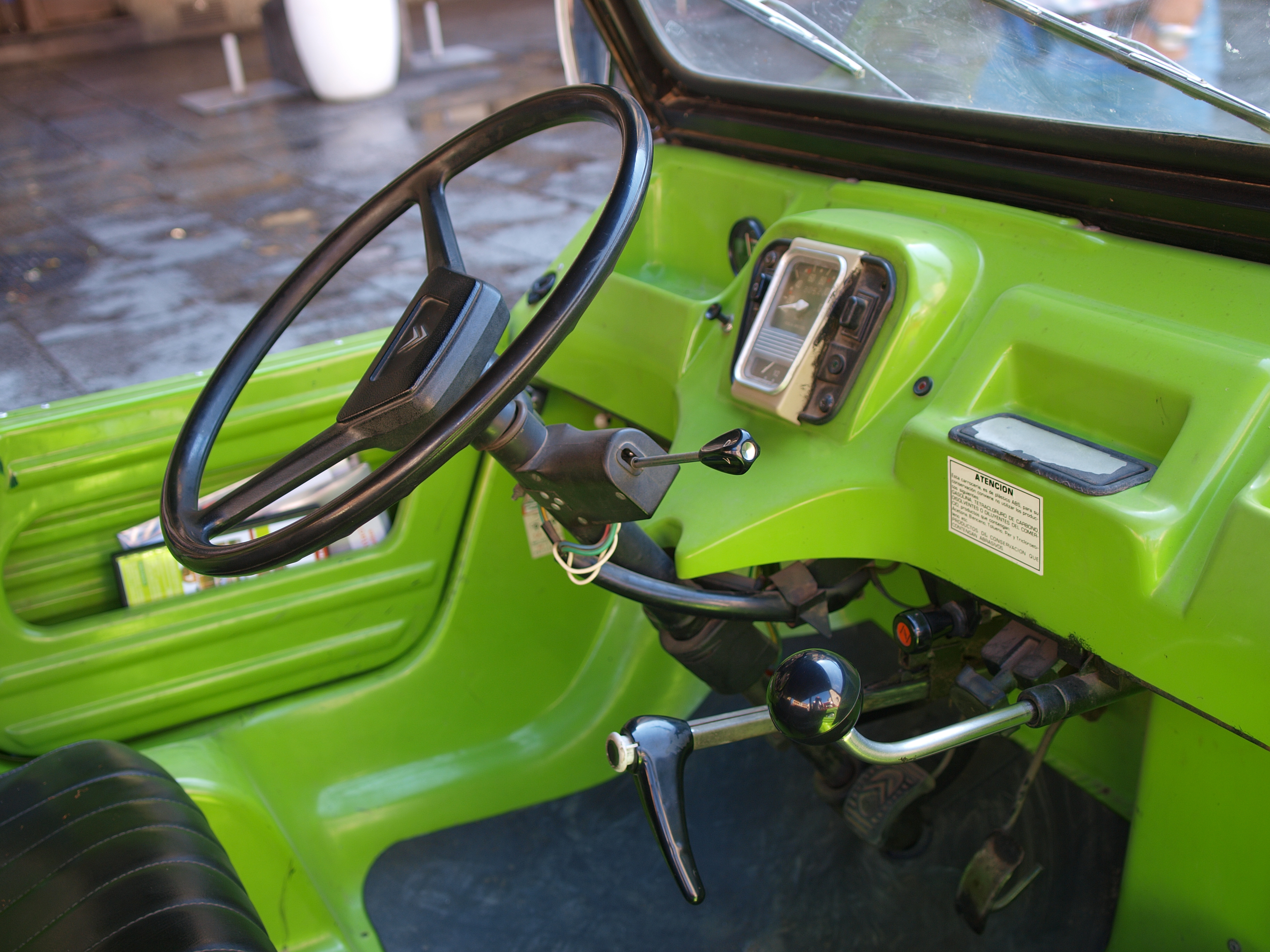
Armaturenbrett

## Militär- und Allradversionen

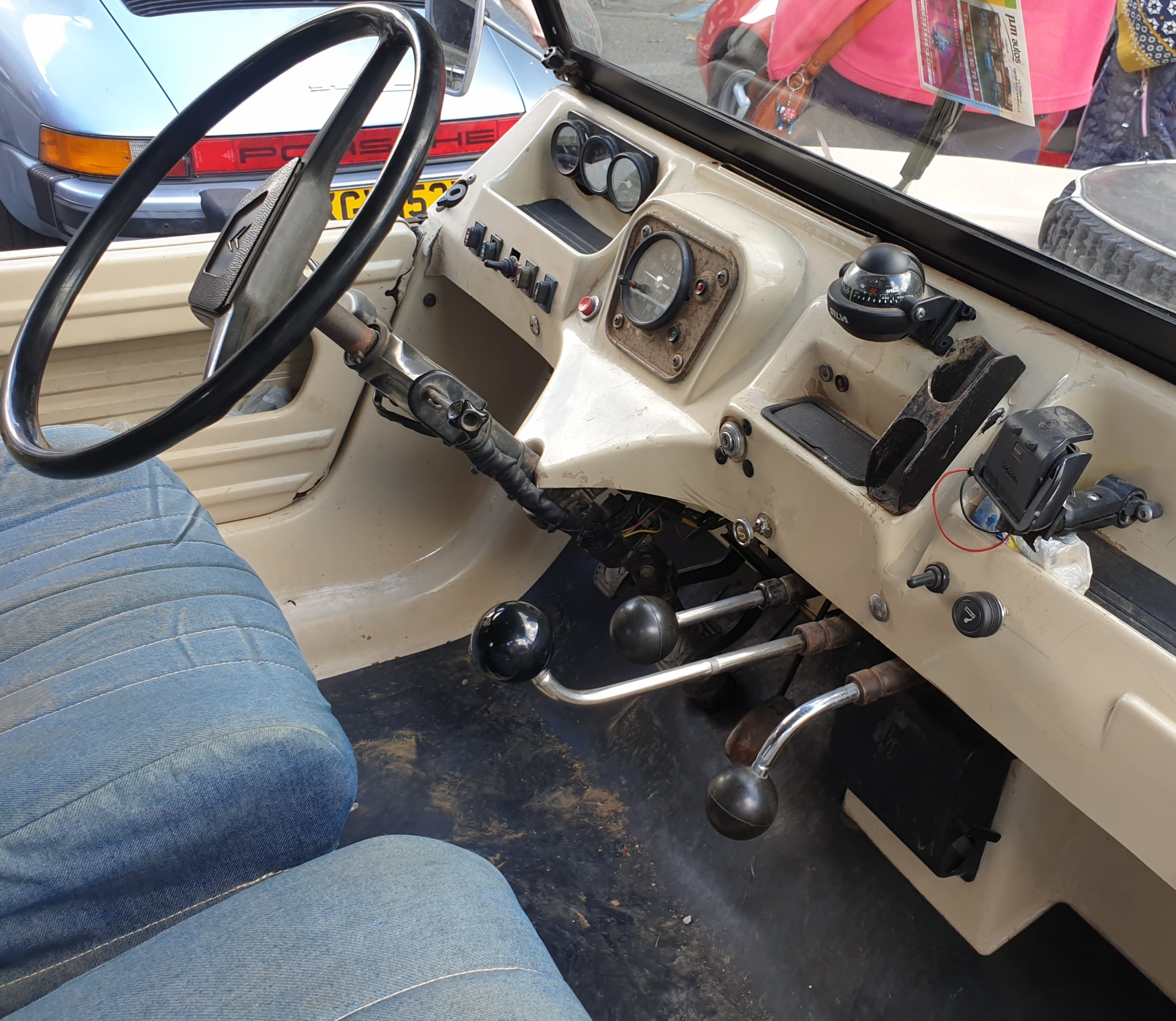
Citroën Méhari 4 × 4 mit Schalthebeln für den Allradantrieb

Auch bei den Französischen Streitkräften wurde der Citroën Méhari in seriennaher Bauweise genutzt. Der Frontantrieb bot jedoch keine günstigen Voraussetzungen für den Betrieb im Gelände. Daher wurde Ende der 1970er Jahre speziell für das Militär eine Allrad-Variante Citroën Méhari “A 4x4” entwickelt und in den frühen 1980er-Jahren in kleinen Stückzahlen beschafft. Die Militärversion wurde mit Stahlblech verkleidet. Eine geringe Anzahl von Méhari „4x4“ mit Kunststoffkarosserie wurde im Zivilbereich vertrieben.

## Ähnliche Modelle auf 2CV-Basis
Nach der Produktionseinstellung des Méhari brachte der Automobilhersteller Teilhol im Einvernehmen mit Citroën 1987 den Teilhol Tangara auf den Markt, der auf der Technik des 2 CV basiert und eine an den Méhari angelehnte Kunststoffkarosserie hat. Das Auto wurde bis 1990 in verschiedenen Versionen etwa 1500-mal gebaut, zuletzt auch mit der Antriebstechnik des Citroën AX.
In Deutschland gab es den Fiberfab Sherpa mit GFK-Karosserie von Fiberfab-Karosserie aus Ilsfeld, ein dem Méhari ähnelndes Bausatzauto auf 2CV-Basis. Seit dem Jahr 2011 wird der Méhari ebenfalls als Bausatzauto vom Düsseldorfer Unternehmen Malzkorn neu angeboten. Dieser „El Cid“ genannte Bausatz besteht auch aus GFK.
In Griechenland wurde der Namco Pony gebaut und auch in Deutschland verkauft. Namco verwendete Kastenrahmen, Fahrwerk und Motor des 2CV, aber eine Karosserie aus Stahlblech, die der des Méhari ähnelte.
Derartige Fahrzeuge wurden in den Siebzigerjahren auch in verschiedenen anderen Ländern gebaut. So im Iran der Mehari, im Land Elfenbeinküste der Baby-Brousse, in Chile der Yagan, in Portugal und Indonesien der FAF und in Südvietnam der Dalat. Zum Teil gab es diese Fahrzeuge in verschiedenen Versionen, etwa als Pick-up mit geschlossenem Fahrerhaus, Sammeltaxis, Kranken- und Lieferwagen oder Kombilimousine. Allen gemeinsam war die Plattform vom Citroën 2CV und eine lokal ohne teure Presswerkzeuge herstellbare Karosserie aus abgekantetem Stahlblech.

## Namensnachfolger
2016 brachte Citroën den e-Méhari mit Elektromotor auf den Markt.

## Einstufung im französischen Steuer- und Versicherungssystem
Der Méhari hatte den größeren Motor der 2-CV-Ente und damit 3 CV.

## Im Film
In der franz. Filmreihe „Der Gendarm von St. Tropez“ (1964) wurde der Méhari als Dienstfahrzeug der Gendarmerie genutzt und auch von der Hauptperson Ludovic Cruchot, gespielt von Louis de Funès, gefahren. So war der Wagen häufig im Mittelpunkt des Geschehens.